# Municipio de Antelope Lake
El municipio de Antelope Lake (en inglés: Antelope Lake Township) es un municipio ubicado en el condado de Pierce en el estado estadounidense de Dakota del Norte. En el año 2010 tenía una población de 30 habitantes y una densidad poblacional de 0,32 personas por km².

## Geografía
El municipio de Antelope Lake se encuentra ubicado en las coordenadas 47°59′6″N 100°7′23″O / 47.98500, -100.12306. Según la Oficina del Censo de los Estados Unidos, el municipio tiene una superficie total de 93.68 km², de la cual 82,21 km² corresponden a tierra firme y (12,24 %) 11,46 km² es agua.

## Demografía
Según el censo de 2010, había 30 personas residiendo en el municipio de Antelope Lake. La densidad de población era de 0,32 hab./km². De los 30 habitantes, el municipio de Antelope Lake estaba compuesto por el 100 % blancos. Del total de la población el 0 % eran hispanos o latinos de cualquier raza.